# VIPs: Histórias Reais de um Mentiroso
VIPs: Histórias Reais de um Mentiroso é um filme do gênero documentário brasileiro dirigido por Mariana Caltabiano lançado em 2010.

## Enredo
O documentário e o livro de Mariana Caltabiano retratam a história de Marcelo Nascimento da Rocha que fingiu ser filho do dono da Gol, Henrique Constantino. Ele passou quatro dias enganando todo mundo em um evento badalado em Recife. Comeu e bebeu de graça, foi paparicado por modelos, atrizes, empresários e apresentadores. Marcelo, chegou a dar uma entrevista ao apresentador Amaury Jr.
Após ser preso, Marcelo cedeu uma série de entrevistas para Mariana que também entrevistou pessoas que foram enroladas por Marcelo além de familiares e amigos de Marcelo.

## Lançamento
O filme estreou na Mostra Internacional de Cinema de São Paulo de 2010. 

## Elenco
Compõem o elenco do filme: 
- Marcelo Nascimento da Rocha - Ele mesmo
- Maria Paula - Ela mesma
- Mariana Caltabiano - Narradora
- Amaury Jr. - Ele mesmo
- Jô Soares - Ele mesmo
- Ricardo Macchi - Ele mesmo
- Ricardo Horn - Ele mesmo

## Recepção da crítica
Rodrigo Levino, da revista Veja, fez críticas ao filme: "O problema é que, como o filme, o documentário parece menor diante do personagem. Como uma versão local e, portanto, tosca de Frank Abagnale, conhecido falsário americano que inspirou o filme Prenda-me Se For Capaz, de Steven Spielberg, Nascimento ficou agora registrado com um filme aquém das histórias que protagonizou".
Por outro lado Alysson Oliveira, do portal UOL, elogiou o documentário. O crítico anotou que: "O documentário "VIPs - Histórias Reais de um Mentiroso", de Mariana Caltabiano, tem o poder de fascinar o público em mais de um nível. Em primeiro lugar, há a figura de Marcelo Nascimento da Rocha, famoso golpista, que também foi tema de "VIPs", ficção de Toniko Mello, com Wagner Moura no papel principal. Mas há também a figura da própria Mariana, que sofre uma transformação pessoal no processo de feitura do documentário - e isso fica evidente". 
Pablo Villaça, também criticou o filme: "Infelizmente, a diretora Mariana Caltabiano, talvez seduzida pelo carisma do documentado, parece não perceber as conseqüências graves daqueles atos, continuando a tratar Marcelo mais como um divertido trapaceiro do que como o traficante que obviamente se tornou".

## Adaptação
Após o lançamento do livro e desse documentário, foi lançado o filme VIPs em que Wagner Moura interpreta Marcelo Nacimento da Rocha sob a direção de Toniko Melo.